# ClariS
ClariS(클라리스)는 2010년 9월 10일에 메이저 데뷔를 한 일본의 여성 2인조 유닛으로, SME Records 소속이다. 2014년 6월 4일에 발매한 3집 앨범인  Party time을 마지막으로 원년멤버인 앨리스가 졸업하고 카렌이 새로운 멤버로 들어와서 클라라와 함께 활동을 하고 있다. 둘다 얼굴을 콘서트에서 처음으로 공개를 했다. 이그룹은 2010년 10월 20일에 데뷔해서 2023년에 12주년이 됐다.

## 개요
ClariS는 클라라(영어: Clara, 일본어: クララ)와 앨리스(영어: Alice, 일본어: アリス) 2명으로 구성된 여성 아이돌 유닛이다. 홋카이도 출신으로 현재도 홋카이도 거주 중. 메이저에 데뷔한 2010년 9월 시점에서는 여중생으로 소개되었으며 2012년에 앨범 BIRTHDAY로 ClariS의 중학교 졸업을 기념했고 2018년 기준으로는 일본 나이로 22세이다. ClariS라고 하는 유닛명은 2명의 이름을 조합한 것으로, ClariS라는 단어 자체가 라틴어로 ‘맑음’, ‘깨끗함’이라는 의미가 있다. 그리고 팬이기도 한《루팡 3세 칼리오스트로의 성》에 나오는 칼리오스트로 백작부인에서 유래한 이름이기도 하며, 신상은 철저하게 비밀로 하고 있다. 원래 인터넷 사이트에서 활동하고 있었고, 학업 우선이라는 이유 때문에 미디어에 얼굴이 공개되지 않았고 칸자키 히로, 아오키 우메, 키시다 메루, 와타나베 아키오 등이 그린 일러스트만이 공개되고 있으며, 실사 라이브에서는 가면을 쓰고 공연한다. 현재는 얼굴이 공개되었다.
2014년 11월 8일 앨리스의 빈자리를 이어받은 새로운 멤버인 카렌의 가입으로 신생(新生) 클라리스가 'Clear sky'를 첫 곡으로 다시 활동을 시작하여 앨리스가 있었을 때보다 대외적으로 활발하게 활동을 하고 있다.

## 활동
클라라와 앨리스는 동인 데뷔 전 같은 음악 스쿨의 클래스 메이트로, 클라라가 입학하고 얼마 지난 뒤 앨리스가 입학해서 만나게 되었다. 나아갈 방향이 같았던 둘은 얼마 지나지 않아 친해지게 되었다.
메이저에 데뷔하기 전에는 니코니코 동화에서 2009년 10월 10일부터〈앨리스☆클라라〉로 활동하고 있던 동인 유닛이었다. 처음 계기는 2명이서 즐겁게 노래하는 것. 활동 개시 당시는 중학교 1학년으로, 주로 VOCALOID 곡이나 애니메이션 음악의〈노래해 보았다(커버)〉를 동영상으로 올리고 있었다. “그것을 만약 들어주는 사람이 있으면 기쁘다(클라라)”, “클라라와 함께 노래한 곡을 다른 분에게도 들려드릴 수 있다는 것만으로 정말 기뻤다(앨리스)” 정도로 활동하고 있었는데, 애니메이션 송을 취급하는 음악 잡지〈리스아니!〉편집자의 눈에 띄어, 2010년 4월 신인 발굴 프로젝트에 발탁되었다. 그녀들이 노래하는 오리지널 송이 부록 CD로서 포함되었던 일로 인해 단번에 주목을 받게 되었다.
그 뒤, 2010년 9월 10일에 메이저 데뷔. 10월 20일에 데뷔곡인 kz프로듀스의〈irony〉를 발매했다. 이 곡은 방영 전부터 관심이 높았던《내 여동생이 이렇게 귀여울 리가 없어》의 주제가가 되었는데, 당시 현역 중학생인 신인을 인기작의 주제가에 기용하는 것은 상당히 이례적인 일로 보도되었다.〈irony〉는 10월 5일자의〈아니메로★노래〉(도완고)로 위클리 랭킹 1위,〈초! 아니메로〉에서도 1위, 10월 21일자의 오리콘 데일리 차트에서는 5위, 11월 1일자의 오리콘 주간 차트에서 7위를 기록했다.
한편, 클라라·앨리스 모두 메이저에 데뷔한 것은 가족 이외에는 비밀로 하고 있다.
2014년 5월 26일 공식 홈페이지를 통해 ClariS 멤버인 앨리스가 학업으로 인해 Party Time 앨범을 마지막으로 ClariS에서 졸업한다고 밝혔다.
클라라 솔로로 ClariS를 이어 나갈지, 새로운 멤버를 영입할지 관심이 쏠리고 있다.
ClariS의 공식 웹사이트에서 앨리스는 다음과 같은 코멘트를 남겼다.
저 앨리스는, 학업에 전념하기 위해 이번 3rd 앨범 「PARTY TIME」을 끝으로 ClariS를 졸업하게 되었습니다.
데뷔한지 3년 반, 팬 여러분, 제작진 여러분, 그 외 관련된 모든 분들 덕분에 행복한 꿈의 세계를 경험할 수 있었습니다.
제 인생의 멋진 보물입니다.
정말 긴 기간 동안, 응원 감사했습니다.
— ClariS 앨리스

2014년 11월 8일 Clear sky를 첫곡으로 신생(新生) ClariS가 활동을 시작하였다. Clear sky는 리스아니 vol.19의 부록으로 들어 있다. 또한 새로운 멤버로 카렌이 가입하였고 그 뒤로 전보다 활발한 활동을 보이고 있는데 츠키모노가타리, 퀄리디아 코드, 에로망가 선생 등의 애니 주제곡을 부르고 산리오 캐릭터 키키&라라와의 콜라보, GARNiDELiA와의 콜라보를 했으며 Zepp에서 첫 라이브와 전국 라이브 투어, 국립대홀 콘서트, 무도관에서 단독 라이브를 하고 MUSIC THEATER 2017, Animelo Summer Live 2017 등에 참가하였고 1st HALL CONCERT TOUR "Fairy Party"를 앞두고 있다.

## 멤버
클라라 (일본어: クララ)-같은음악학원앨리스(운명)&카렌/태어난년도:1996년생(나이:26 ~ 27세)
이미지 컬러 핑크, 이미지는 달, 하츠네 미쿠, 이키모노가카리, YUI의 곡을 즐겨 들으며, 인터뷰에 따르면 케이온 곡 No,Thank You!, Utauyo!! MIRACLE를 좋아한다고 한다. 노래할 때는 아야카(絢香)의 곡을 참고하고 있다. 좋아하는 애니메이션은 어떤 과학의 초전자포, 스즈미야 하루히의 우울, 케이온이라고한다. 유치원 시절부터 음악 스쿨에 다녔으며 가수가 되고 싶었다고 한다. 같은 음악 스쿨에서 앨리스와 만난 것을 운명이라 생각하고 있다고 하며 앨리스가 클라라와 함께 우타이테를 시작한 것도 클라라의 권유 때문이였다고 한다.(카렌도 클라라 때문에 클라리스에 왔으니 클라라가 모든 일의 원흉이라고 봐도 무방하다.) 자신이 데뷔할 것이라고는 전혀 상상하고 있지 않았고, 크레디트에 자신들의 이름이 나왔을 때 처음으로 자신들이 부른 노래라는 것을 실감했다고 한다.
카렌 (일본어: カレン)-같은음악학원클라라&앨리스/태어난년도:1997년생(25세~26세)
이미지 컬러 그린, 이미지는 별. 클라라, 앨리스와 같은 음악 스쿨 출신이다. 내성적인 성격이었으나 클라라와 만난 음악 학원에 들어가며 성격이 많이 바뀌었다고 한다. 존경하는 사람은 여배우 카리나 씨와 나카마 유키에로 중학생 때 여배우를 지망했었고 몸을 움직이는 것을 좋아하여 ClariS 메이저 데뷔시기에 춤을 추거나 보이스 트레이닝을 했지만 비교적 평범한 생활을 했다고 하며 뮤직 스테이션 랭킹 irony의 설명 문구에서 아티스트가 현역 중학생이라는 것을 보고 등을 떠밀린 기분이었다고 한다. ClariS에 들어오게 된 것은 클라라의 요청으로, 클라라와 함께 어느 무대에 선 이후로 친해졌다고 한다.

## 전 구성원
앨리스 (일본어: アリス)-같은음악학원클라라(운명)&카렌/태어난년도:1996년생(나이:26 ~ 27세)
이미지 컬러 블루, 이미지는 태양. 하츠네 미쿠와 아야카(絢香)의 곡을 즐겨 듣는다고 한다. 유치원 시절에는《꼬마마법사 레미》를 동경하고 있었다. 존경하는 사람은 아무로 나미에로, 아무로 아무로 나미에가 춤추는 모습을 TV로 보고 감명해서 음악 스쿨에 다니게 되었고 그곳에서 클라라를 만났다. 귀가 방향이 같아서 금세 친해졌다고. 오리지날 곡인〈DROP / 너의 꿈을 꾸자(君の夢を見よう)〉를 kz에게 받을 수 있었던 것에 대해서는 마치 꿈같다고 말했다. 디즈니랜드를 좋아하여 디즈니랜드에서 노래하는 것이 꿈이라고 한다. 오빠가 있다. 2014년 5월 26일, 학업 전념을 이유로, 3집 앨범 Party time을 마지막으로 ClariS에서 은퇴하였다.

## 음반

### 메이저 데뷔 후

#### 정식 앨범
|          | 발매일           | 타이틀                                      | 규격 품번                                                                             | 이미지 일러스트                                            | 최고 순위 |
| -------- | ---------------- | ------------------------------------------- | ------------------------------------------------------------------------------------- | ---------------------------------------------------------- | --------- |
| 1st      | 2012년 4월 11일  | Birthday                                    | SECL-1114(통상판) SECL-1111~SECL-1113(초회생산한정판) SECL-1115~SECL-1116(완전한정판) |                                                            | 2위       |
| 2nd      | 2013년 6월 26일  | Second Story                                | SECL-1336(통상판) SECL-1331~SECL-1333(초회생산한정판) SECL-1334~SECL-1335(완전한정판) |                                                            | 6위       |
| 3rd      | 2014년 6월 4일   | PARTY TIME                                  | SECL-1511(통상판) SECL-1509~SECL-1510(초회생산한정판) SECL-1507~SECL-1508(완전한정판) |                                                            | 2위       |
| BEST 1st | 2015년 4월 15일  | ClariS ~SINGLE BEST 1st~                    | SECL-1657/8(완전한정판) SECL-1659/60(초회한정판 CD+BD) SECL-1661/2(초회한정판 CD+DVD) |                                                            | 4위       |
| 미니 1st | 2016년 3월 2일   | SPRING TRACKS －봄의 노래－                 | SECL-1857(통상판) SECL-1856(초회생산한정판)                                           | 타카노 오토히코, 타이키, 이누모토(いぬもと), NUKO-D, NOB-C | 8위       |
| 4th      | 2017년 1월 25일  | Fairy Castle                                | SECL-2110(통상판) SECL-2108/9(초회생산한정판) SECL-2106/7(완정한정판)                 |                                                            | 10위      |
| 5th      | 2018년 11월 21일 | Fairy Party                                 | VVCL-1379(통상판) VVCL-1377/8(초회생산한정판) VVCL-1375/6(완정한정판)                 |                                                            | 8위       |
| 미니 2nd | 2019년 8월 14일  | SUMMER TRACKS -여름 노래-                   | VVCL-1472(통상판) VVCL-1470/1(초회생산한정판)                                         | 타카노 오토히코                                            | 8위       |
| BEST 2nd | 2020년 10월 21일 | ClariS 10th Anniversary BEST - Pink Moon -  | VVCL-1732(통상판) VVCL-1730/1(초회생산판) VVCL-1736~8(완전한정판)                     |                                                            | 10위      |
| BEST 2nd | 2020년 10월 21일 | ClariS 10th Anniversary BEST - Green Star - | VVCL-1735(통상판) VVCL-1733/4(초회생산판) VVCL-1736~8(완전한정판)                     |                                                            | 9위       |
| 6th      | 2022년 4월 6일   | Parfaitone                                  | VVCL-2024(통상판) VVCL-2022/3(초회생산한정판) VVCL-2020/1(완정한정판)                 |                                                            | 8위       |
| 미니 3rd | 2022년 12월 7일  | WINTER TRACKS －겨울의 노래－               | VVCL-2162(통상판) VVCL-2160/VVCL-2161(초회생산한정판)                                 | magako                                                     | 16위      |

#### 싱글
|      | 발매일           | 타이틀                             | 규격 품번                                                                                                   | 이미지 일러스트          | 최고 순위 |
| ---- | ---------------- | ---------------------------------- | --- | ------------------------ | --------- |
| 1st  | 2010년 10월 20일 | irony                              | SECL-908(통상판) SECL-906·907(초회생산한정판) SECL-909(내 여동생이 이렇게 귀여울 리가 없어 한정판)          | 오다 히로유키            | 7위       |
| 2nd  | 2011년 2월 2일   | 커넥트(コネクト)                   | SECL-948(통상판) SECL-946·SECL-947(초회생산한정판) SECL-949(마법소녀 마도카☆마기카 한정판)                  | 아오키 우메              | 5위       |
| 3rd  | 2011년 9월 14일  | Nexus                              | SECL-1003(통상판) SECL-1004-SECL-1005(내 여동생이 이렇게 귀여울 리가 없어 한정판)                           | 키시다 메루              | 5위       |
| 4th  | 2012년 2월 1일   | ナイショの話                       | SECL-1052(통상판) SECL-1050-SECL-1051(초회생산한정판) SECL-1053(괴물 이야기 한정판)                         | 와타나베 아키오          | 2위       |
| 5th  | 2012년 8월 15일  | Wake Up                            | SECL-1169(통상판) SECL-1170-SECL-1171(모야시몬 한정판)                                                      | 히구치 사토미            | 12위      |
| 6th  | 2012년 10월 10일 | 루미너스(ルミナス)                 | SECL-1195(통상판) SECL-1193～SECL-1194(초회생산한정판) SECL-1196(마법소녀 마도카☆마기카 한정판)             | 모리오카 히데유키 샤프트 | 4위       |
| 7th  | 2013년 4월 17일  | reunion                            | SECL-1306(통상판) SECL-1304-SECL-1305(초회생산한정판) SECL-1307(내 여동생이 이렇게 귀여울 리가 없어 한정판) | 칸자키 히로              | 2위       |
| 8th  | 2013년 10월 30일 | 컬러풀(カラフル)                   | SECL-1415(통상판) SECL-1413/14(초회생산한정판) SECL-1416(마법소녀 마도카☆마기카 한정판)                     | 모리오카 히데유키 샤프트 | 3위       |
| 9th  | 2014년 1월 29일  | Click                              | SECL-1457(통상판) SECL-1455/6(초회생산한정판) SECL-1458(니세코이 한정판)                                    | 모리오카 히데유키 샤프트 | 7위       |
| 10th | 2014년 4월 16일  | STEP                               | SECL-1493(통상판) SECL-1491/2(초회생산한정판) SECL-1494(니세코이 한정판)                                    | 모리오카 히데유키        | 3위       |
| 11th | 2015년 1월 7일   | border                             | SECL-1625(통상판) SECL-1623/1624(초회생산한정판) SECL-1626(츠키모노가타리 한정판)                           | 타카노 오토히코          | 4위       |
| 12th | 2015년 7월 29일  | 아네모네(アネモネ)                 | SECL-1739(통상판) SECL-1737/8(초회생산한정판) SECL-1740(Classroom☆Crisis 한정판)                            | 타카노 오토히코          | 13위      |
| 13th | 2015년 11월 25일 | Prism                              | SECL-1829(통상판) SECL-1826(완전생산한정판)                                                                 | 타카노 오토히코          | 25위      |
| 14th | 2016년 7월 27일  | Gravity                            | SECL-1954(통상판) SECL-1952/3(초회생산한정판) SECL-1955(퀄리디아 코드 한정판)                               | 타카노 오토히코          | 25위      |
| 15th | 2016년 9월 14일  | clever                             | SECL-1975(기간한정생산) SECL-1976(통상반)                                                                   | 타카노 오토히코          | 21위      |
| 16th | 2016년 11월 30일 | again                              | SECL-2063(통상판) SECL-2061/2(초회생산한정판)                                                               | 타카노 오토히코          | 21위      |
| 17th | 2017년 4월 26일  | 혼잣말(ヒトリゴト)                 | VVCL-1010/VVCL-1011(초회생산한정판) VVCL-1012(통상판) VVCL-1013(에로망가 선생 한정판)                       | 타카노 오토히코          | 9위       |
| 18th | 2017년 9월 13일  | SHIORI                             | VVCL-1093/1094(초회생산한정판) VVCL-1095(통상판) VVCL-1096/VVCL-1097(오와리모노가타리 한정판)               | 타카노 오토히코          | 7위       |
| 19th | 2018년 2월 28일  | PRIMALove                          | VVCL-1174/1175(초회생산한정판) VVCL-1176(통상판) VVCL-1177/1178(BEATLESS 한정판)                            | redjuice                 | 15위      |
| 20th | 2018년 8월 15일  | CheerS                             | VVCL-1262/3(초회생산한정판) VVCL-1264(통상판) VVCL-1265/6(일하는 세포 한정판)                               | 타카노 오토히코          | 13위      |
| 21st | 2020년 3월 4일   | 앨리시아/시그널(アリシア/シグナル) | VVCL-1613/4(통상판) VVCL-1612(초회생산한정판) VVCL-1610/1(마기아 레코드 한정판)                             | 타카노 오토히코          | 15위      |
| 22nd | 2021년 2월 17일  | Fight!!                            | VVCL 1810/1(통상판) VVCL-1809(초회생산한정판) VVCL-1807/8(일하는 세포 한정판)                               | 타카노 오토히코          | 12위      |
| 23rd | 2021년 9월 15일  | 케어리스(ケアレス)                 | VVCL-1921/2(통상판) VVCL-1920(초회생산한정판) VVCL-1918/9(마기아 레코드 한정판)                             | 타카노 오토히코          | 8위       |
| 24th | 2022년 8월 3일   | ALIVE                              | VVCL-2078/9(통상판) VVCL-2077(초회생산한정판) VVCL-2075/6(리코리스 리코일 한정판)                           | 타카노 오토히코          | 8위       |
| 25th | 2022년 9월 14일  | Masquerade                         | VVCL-2102(통상판) VVCL-2100/1(초회생산한정판) VVCL-2103/4(섀도 하우스 한정판)                               | 타카노 오토히코          | 13위      |

"Prism" 완전생산한정반은 10000장 한정으로 생산되었다.
"SPRING TRACKS －봄의 노래－"는 ClariS 최초 “봄의 노래”를 테마로한 컨셉 미니 앨범이다.
15th 싱글 clever은 애니 퀄리디아 코드의 세번째 엔딩곡으로 두번째 엔딩곡을 부른 GARNiDELiA와 콜라보하여 부른 앨범이나 도입부를 제외하면 ClariS 단독으로 불렀기 때문에 싱글 앨범으로 취급되고 있다.

#### 옴니버스
|     | 발매일          | 타이틀                             | 규격 품번                                 | 참가 노래 |
| --- | --------------- | ---------------------------------- | ----------------------------------------- | --------- |
| 1st | 2011년 8월 10일 | ZONEトリビュート〜君がくれたもの〜 | SRCL-7680(기간한정생산) SRCL-7682(통상반) | true blue |

### 동인 활동 시절
싱글
| 발매일                                | 제목                                                     | 이미지 일러스트 | 비고                     |
| 클라라☆앨리스                         | 클라라☆앨리스                                            | 클라라☆앨리스   | 클라라☆앨리스            |
| ------------------------------------- | -------------------------------------------------------- | --------------- | ------------------------ |
| 2010년 4월 24일                       | DROP                                                     | redjuice        | 리스아니! vol.1 부록 CD  |
| 2010년 7월 24일                       | 너의 꿈을 꾸었다(君の夢を見よう)                         | redjuice        | 리스아니! vol.2 부록CD   |
| DROP / 君の夢を見よう(君の夢を見よう) | 코믹 마켓 한정 판매. 「리스아니!」의 부록을 상품화한 것. | redjuice        |                          |
| ClariS                                |                                                          |                 |                          |
| 2014년 11월 8일                       | Clear Sky                                                | 타카노 오토히코 | 리스아니! vol.19 부록 CD |

## 노래해 본 곡의 일람
2010년 기준으로 모두〈앨리스☆클라라〉시절 니코니코 동화에 올려진 것이다.
|      | 업로드 일자      | 타이틀                    | 비고                                                                         |
| ---- | ---------------- | ------------------------- | ---------------------------------------------------------------------------- |
| 1st  | 2009년 10월 10일 | STEP TO YOU               | 보컬로이드 곡(하츠네 미쿠)                                                   |
| 2nd  | 2009년 10월 17일 | ブラック★ロックシューター | 블랙 록 슈터 오프닝(하츠네 미쿠)                                             |
| 3rd  | 2009년 11월 3일  | Scrap & Build             | 보컬로이드 곡(하츠네 미쿠)                                                   |
| 4th  | 2009년 11월 14일 | 私が髪を切った理由        | 보컬로이드 곡(하츠네 미쿠)                                                   |
| 5th  | 2009년 11월 29일 | Only my railgun           | TV 애니메이션《어떤 과학의 초전자포》전기 오프닝                             |
| 6th  | 2009년 12월 12일 | 君の知らない物語          | TV 애니메이션《바케모노가타리》엔딩                                          |
| 7th  | 2009년 12월 26일 | アメフリ                  | 보컬로이드 곡(하츠네 미쿠)                                                   |
| 8th  | 2009년 12월 31일 | ライオン                  | TV 애니메이션《마크로스F》오프닝. 2010년 1월 16일에 풀 코러스 버전을 업로드. |
| 9th  | 2010년 2월 6일   | ファインダー              | 보컬로이드 곡(하츠네 미쿠)                                                   |
| 10th | 2010년 3월 5일   | LEVEL5-judgelight-        | TV 애니메이션《어떤 과학의 초전자포》후기 오프닝                             |
| 11th | 2010년 4월 3일   | ポリリズム                | 일본의 여성 3인조 댄스/보컬 그룹 Perfume의 곡                                |
| 12th | 2010년 5월 8일   | Don't say "lazy"          | TV 애니메이션《케이온!》엔딩                                                 |
| 13th | 2010년 6월 5일   | Listen!!                  | TV 애니메이션《케이온!!》전기 엔딩                                           |

## 제휴
| 노래         | 제휴                                                            |
| ------------ | --------------------------------------------------------------- |
| irony        | TV 애니메이션《내 여동생이 이렇게 귀여울 리가 없어》오프닝 테마 |
| irony        | 내 여동생이 이렇게 귀여울 리가 없어 포터블의 오프닝             |
| irony        | 샤프제(製) 미디어 태블릿 단말기《GALAPAGOS》Web CM              |
| Dreamin'     | PSP 게임《AKIBA'S TRIP》테마송                                  |
| nexus        | 소설《내 여동생이 이렇게 귀여울 리가 없어》주제가               |
| Don't cry    | 만화 잡지《아오하루》0.5호 테마송                               |
| Don't cry    | 넨드로이드 제네레이션 오프닝                                    |
| NEN DO ROIDO | 《넨도로이드》테마송                                            |
| アナタにFIT  | 굿스마일 사의 SD피규어 넨도로이드의 CF송                        |

## 기타
소설 《내 여동생이 이렇게 귀여울 리가 없어》 제 9권에서 작중 인물로 등장하며, 소설 속 애니메이션인 〈메루루〉의 오프닝 곡으로 데뷔하는 것으로 나온다.
최근에는 <에로망가 선생>의 오프닝 곡 <Hitorigoto>를 불렀다.